# Johannes Kaminiates
Johannes Kaminiates (mittelgriechisch Ιωάννης Καμινιάτης) ist der Name eines byzantinischen Geschichtsschreibers, der im späten 9./frühen 10. Jahrhundert lebte.
Johannes ist nur aufgrund der von ihm verfassten Schrift bekannt, in der er als Augenzeuge die Plünderung von Thessalonike (904) durch die Araber unter dem abtrünnigen Griechen Leon von Tripolis beschrieb. Er selbst bezeichnet sich als Kleriker niederen Ranges. Sein Beiname Kaminiates ist womöglich vom slawischen Ortsnamen „Steinort“ abgeleitet, wenngleich auch Ableitungen aus dem Griechischen möglich sind. Nach seinen Angaben besaß er Geschwister, war verheiratet und hatte drei Kinder.
In seinem Geschichtswerk in griechischer Sprache beschreibt er zunächst Thessalonike und das weitere Umfeld. Im zweiten Teil schildert er recht detailliert die Belagerung und Eroberung der Stadt, die er zusammen mit mehreren Verwandten erlebte. Im dritten und letzten Teil berichtet er über das Schicksal der Gefangenen, zu denen er ebenfalls gehört haben soll. In der Gefangenschaft soll ihn ein gewisser Gregorios von Kappadokien dazu angeregt haben, die Ereignisse literarisch festzuhalten. Die lebendige Schilderung steht unter dem Leitmotiv der Bestrafung der Sünden der Byzantiner durch das Walten Gottes, um so ein Exempel zu statuieren. Trotz mancher Probleme wird die Schrift in der Forschung durchaus als wertvolle Ergänzung zur politischen Geschichte des frühen 10. Jahrhunderts in Griechenland betrachtet, vor allem im Verhältnis der Byzantiner zu den Slawen in diesem Raum.
Das Werk ist nur in späteren Handschriften aus dem 15./16. Jahrhundert überliefert. Problematisch sind Parallelen zur türkischen Eroberung Thessalonikes 1430. Dies und literarische Stilelemente, die für das 10. Jahrhundert recht untypisch sind, haben einige Forscher (vor allem Alexander Kazhdan) zu der Vermutung veranlasst, dass die Schrift nicht zeitgenössisch ist und erst im 15. Jahrhundert verfasst worden ist. Doch wird dies in der neueren Forschung eher abgelehnt, da Kazhdans Belege bei genauerer Betrachtung nicht wirklich überzeugend sind.

## Ausgaben und Übersetzungen
- Ioannis Caminiatae de Expugnatione Thessalonicae. Hrsg. von Gertrud Böhlig. Berlin 1973. [kritische Edition]
- Die Einnahme Thessalonikes durch die Araber im Jahre 904. Übersetzt, eingeleitet und erklärt von Gertrud Böhlig. Styria, Graz u. a. 1975. [deutsche Übersetzung]
- John Kaminiates. The Capture of Thessaloniki. Hrsg. von David Frendo und Athanasios Fotiou. Australian Association for Byzantine Studies, Perth 2000. [Edition und englische Übersetzung mit Einleitung und Anmerkungen]